# Czastary (stacja kolejowa)
Czastary – stacja kolejowa w Józefowie, w województwie łódzkim, w Polsce.

## Ruch pasażerski
| Rok  | Wymiana pasażerska na dobę |
| ---- | -------------------------- |
| 2017 | –                          |
| 2022 | 0-9                        |

## Historia
W nocy z 17 na 18 lutego 1946 oddział partyzancki Stanisława Panka "Rudego" zatrzymał pociąg Poznań – Katowice i rozstrzelał 9 żołnierzy radzieckich (dwóch raniono, jeden z nich zmarł w szpitalu). Wydarzenie to upamiętnia tablica wmurowana na ścianę dworca 6 listopada 1974 roku.